# Personale della Major League Wrestling
Il personale della Major League Wrestling è composto da atleti, manager, telecronisti, annunciatori, intervistatori, arbitri, allenatori, produttori, booker, dirigenti e membri del consiglio di amministrazione.
La MLW ha stretto accordi di partenariato con varie federazioni in tutto il mondo, fra cui Consejo Mundial de Lucha Libre, Westside Xtreme Wrestling e New Japan Pro Wrestling.

## Roster

### Uomini

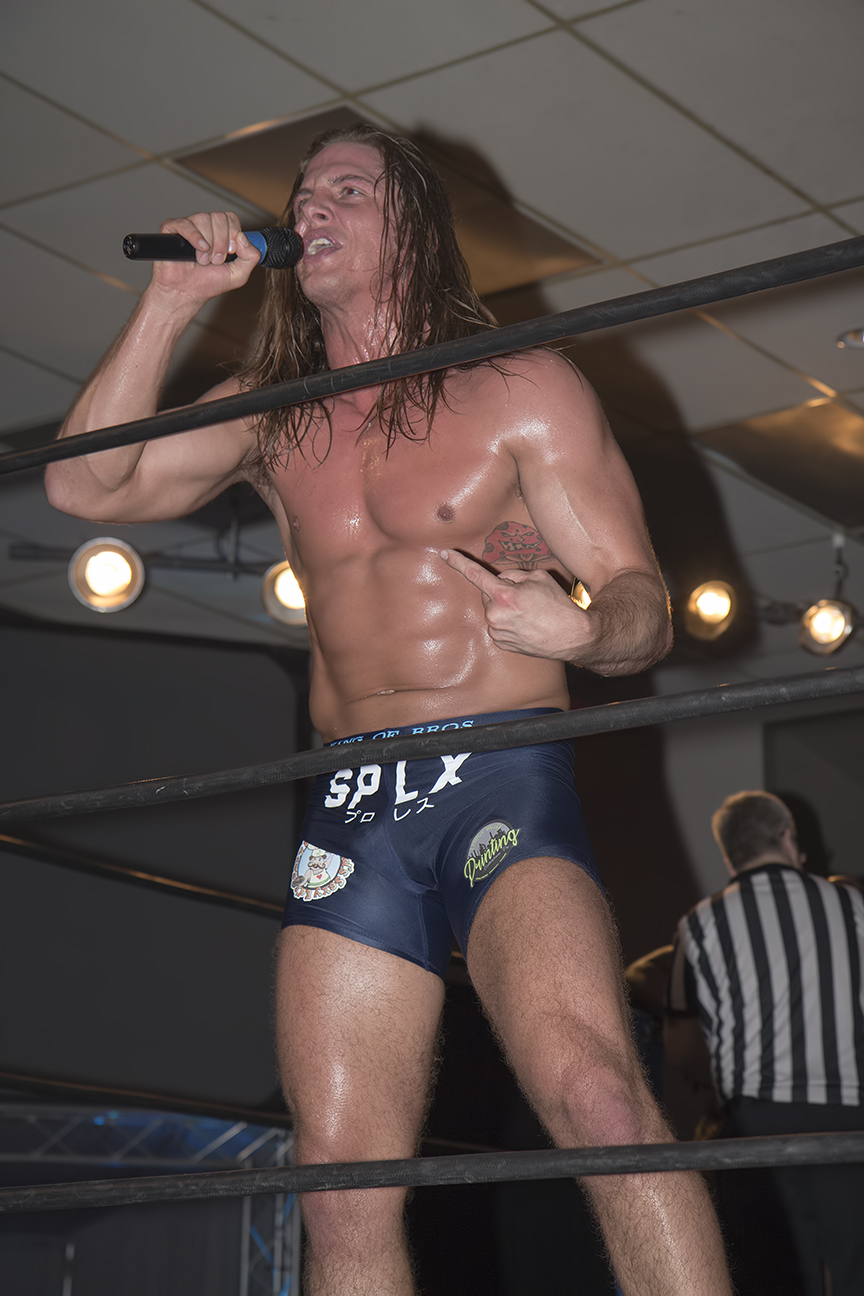
Matt Riddle, MLW World Heavyweight Champion

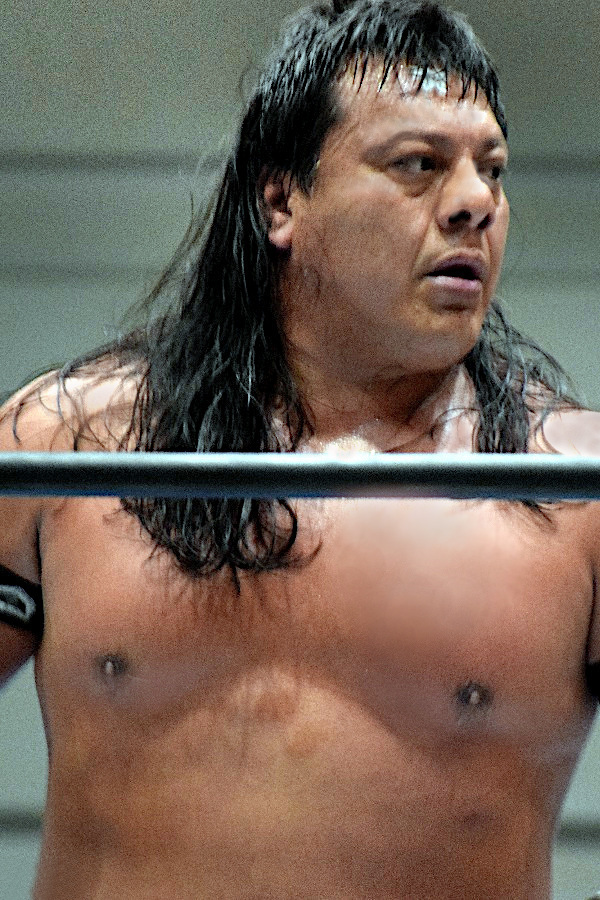
Ultimo Guerrero

| Ring name           | Nome reale           | Note                           |
| ------------------- | -------------------- | ------------------------------ |
| Alex Hammerstone    | Alex Rohde           |                                |
| AKIRA               | Alex Atkinsson       |                                |
| Ariel Dominguez     |                      |                                |
| Austin Aries        | Daniel Solwold       |                                |
| BabaThunder         | Babatunde Aiyegbusi  |                                |
| Bishop Dyer         | Tom Pestock          | MLW World Tag Team Champion    |
| Barbaro Cavernario  | Leonardo Ayala       |                                |
| Blue Panther Jr.    |                      |                                |
| Bobby Fish          | Robert Fish          |                                |
| Brett Ryan Gosselin | Brett Gosselin       |                                |
| Brock Anderson      | Brock Lunde          |                                |
| CW Anderson         |                      |                                |
| Dark Panther        |                      |                                |
| Diego Hill          |                      |                                |
| Donovan Dijak       | Chris Dijak          | MLW World Tag Team Champion    |
| Ikuro Kwon          | Tristan Thai         |                                |
| Jesus Rodriguez     | Jesús Rodríguez      |                                |
| Jimmy Lloyd         | James Lloyd          |                                |
| KENTA               | Kenta Kobayashi      |                                |
| Kushida             | Yujiro Kushida       |                                |
| Mads Krule Krügger  | Matthew Waters       |                                |
| Magnus              |                      |                                |
| Mascara Dorada      | Sconosciuto          |                                |
| Matt Riddle         | Matthew Riddle       | MLW World Heavyweight Champion |
| Matthew Justice     | Matthew Hannan       |                                |
| Minoru Suzuki       | Minoru Suzuki        |                                |
| Mistico             | Luis Ignacio Alvirde |                                |
| Mr. Thomas          | Thomas Stintsman     |                                |
| Okumura             | Shigeo Okumura       |                                |
| Paul London         | Paul London          |                                |
| Paul Walter Hauser  | Paul Walter Hauser   |                                |
| Rugido              |                      |                                |
| Satoshi Kojima      | Satoshi Kojima       |                                |
| Star Jr.            | Sconosciuto          |                                |
| Templario           |                      |                                |
| Titan               |                      |                                |
| Tom Lawlor          | Tom Lawlor           |                                |
| Ultimo Guerrero     |                      | MLW National Champion          |
| Zandokan Jr.        |                      |                                |

### Donne

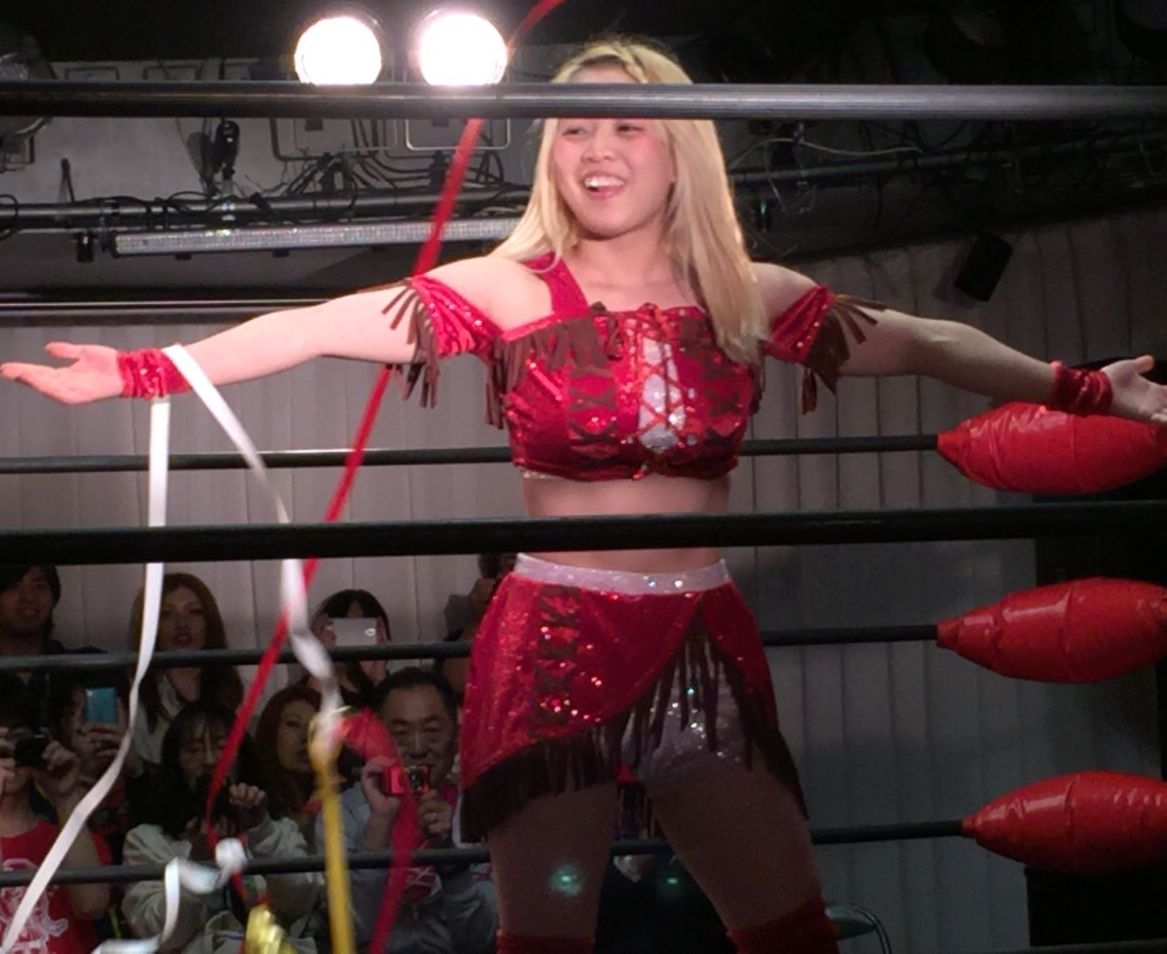
Shoko Nakajima

| Ring name             | Nome reale        | Note                                     |
| --------------------- | ----------------- | ---------------------------------------- |
| Alejandra Quintanilla |                   |                                          |
| Ava Everett           |                   |                                          |
| Delmi Exo             | Elizabeth Medrano |                                          |
| Gigi Rey              |                   |                                          |
| Himawari              |                   |                                          |
| Janai Kai             | Janai Ruiz        |                                          |
| Miyu Yamashita        | Miyu Yamashita    |                                          |
| Shoko Nakajima        | Shoko Nakajima    | MLW Women's World Featherweight Champion |
| Shotzi Blackheart     | Ashley Urbanski   |                                          |
| Yuki Kamifuku         | Yuki Kamifuku     |                                          |
| Wakana Uehara         | Wakana Uehara     |                                          |

### Promoters
| Ring name          | Nome reale          | Ruolo                                  |
| ------------------ | ------------------- | -------------------------------------- |
| Cesar Duran        | Luis Fernandez-Gil  | Presidente                             |
| Saint Laurent      | Jared Saint Laurent | Manager di Donovan Dijak e Bishop Dyer |
| Salina De La Renta | Natalia Class       | Direttore creativo                     |

## Broadcast team
| Ring name      | Nome reale        | Ruolo        |
| -------------- | ----------------- | ------------ |
| Austin Aries   | Dan Solwold       | Telecronista |
| Joe Dombrowski | Joseph Dombrowski | Telecronista |
| Tom Lawlor     | Tom Lawlor        | Telecronista |

## Dirigenza
| Nome          | Nome reale    | Ruolo                |
| ------------- | ------------- | -------------------- |
| Court Bauer   | Court Bauer   | Fondatore            |
| David Marquez | David Marquez | Capo produttore      |
| David Sahadi  | David Sahadi  | Produttore esecutivo |
| Raven         | Scott Levy    | Produttore           |